# Martin Scheutz
Martin Scheutz (* 27. November 1967 in Bad Aussee) ist ein österreichischer Historiker.

## Leben
Von 1974 bis 1978 besuchte Martin Scheutz die Volksschule Bad Aussee und von 1978 bis 1986 den neusprachlichen Zweig des Stiftsgymnasiums Admont. Von 1986 bis 1993 widmete er sich dem Lehramtsstudium für Geschichte und Deutsche Philologie. Seine Diplomarbeit verfasste er über einen Schatzgräberprozeß in den Jahren 1728/29 in Freistadt. Von 1989 bis 1992 absolvierte er den Ausbildungslehrgang am Institut für Österreichische Geschichtsforschung. Im Anschluss an sein Diplomstudium bearbeitete er das umfangreiche Gerichtsarchiv der 1782 aufgehobenen Kartause Gaming und reichte seine daraus resultierende Forschungsarbeit Ende des Jahres 1995 als Dissertation ein. Nach seiner am 18. März 1996 erfolgten Promotion zum Dr. phil wurde er 1996 Assistent am Institut für Geschichte der Universität Wien (mit zusätzlicher Zuteilung zum Institut für Österreichische Geschichtsforschung). Von 1996 bis 1997 leistete er den Zivildienst beim Österreichischen Roten Kreuz, Ortsstelle Wien. Ab 1997 war er am Institut für Geschichte als Assistent tätig. Nach seiner Habilitation mit der Schrift Alltag und Kriminalität. Disziplinierungsversuche im steirisch-österreichischen Grenzgebiet im 18. Jahrhundert wurde er im Jahr 2001 an der Universität Wien zum außerordentlichen Universitätsprofessor für Neuere Geschichte ernannt.
Die Forschungsschwerpunkte von Martin Scheutz sind Stadtgeschichte, Geschichte des Wiener Hofes, Geschichte der Spitäler und der Armut, Selbstzeugnisse, Quellenkunde sowie Konfessionalisierungsgeschichte.

## Funktionen
- Vorstandsmitglied des Vereins für Geschichte der Stadt Wien (seit 2008)
- Ausschussmitglied des Vereins für Landeskunde von Niederösterreich
- Vorstandsmitglied des Österreichischen Arbeitskreises für Stadtgeschichtsforschung
- Generalsekretär der „International Commission for the History of Towns“ (seit 2010)
- Mitherausgeber der Reihe „Städteforschung“ am Institut für vergleichende Städtegeschichte, Münster (seit 2010)
- Beirat des Instituts für vergleichende Städtegeschichte, Münster (seit 2013)
- Mitglied der Kommission für Neuere Geschichte Österreichs (seit 2014)

## Schriften (Auswahl)
- Alltag und Kriminalität. Disziplinierungsversuche im steirisch-österreichischen Grenzgebiet im 18. Jahrhundert. München 2001, ISBN 3-7029-0452-2.
- Ausgesperrt und gejagt, geduldet und versteckt. Bettlervisitationen im Niederösterreich des 18. Jahrhunderts (= Studien und Forschungen aus dem Niederösterreichischen Institut für Landeskunde 34), St. Pölten 2003.
- Der Wiener Hof und die Stadt Wien im 20. Jahrhundert. Die Internalisierung eines Fremdkörpers. Weitra 2010, ISBN 978-3-902416-30-8.
- mit Jakob Wührer: Zu Diensten ihrer Majestät. Hofordnungen und Instruktionsbücher am frühneuzeitlichen Wiener Hof (= Quelleneditionen des Instituts für Österreichische Geschichtsforschung 6, Wien 2011).
- mit Ferdinand Opll: Der Schlierbach-Plan des Job Hartmann von Enenkel. Ein Plan der Stadt Wien aus dem frühen 17. Jahrhundert. Wien 2014, ISBN 3-205-79504-0.
- mit Ferdinand Opll: Die Transformation des Wiener Stadtbildes um 1700. Die Vogelschau des Bernhard Georg Andermüller von 1703 und der Stadtplan des Michel Herstal de la Tache von 1695/97. Wien 2018, ISBN 3-205-20537-5.
- mit Alfred Stefan Weiß: Spital als Lebensform. Österreichische Spitalordnungen und Spitalinstruktionen der Neuzeit (= Quelleneditionen des Instituts für Österreichische Geschichtsforschung 15/1–2, Wien 2015).
- mit Werner Freitag (Hrsg.): Ein bürgerliches Pulverfass? Waffenbesitz und Waffenkontrolle in der alteuropäischen Stadt (= Städteforschung 102). Böhlau Verlag, Wien 2021, ISBN 978-3-412-52108-0.